# Amerikaanse otters
De Amerikaanse otters (geslacht Lontra) zijn een vijftal ottersoorten die leven in de waterrijke gebieden van het Amerikaanse continent. Vroeger werden deze soorten bij het geslacht Lutra ingedeeld, waartoe ook de otter behoort, maar tegenwoordig behoren de Amerikaanse otters tot het eigen geslacht Lontra, omdat ze nauwer verwant zijn aan de slanke otter (Lutrogale perspicillata) en de reuzenotter (Pteronura brasiliensis) dan aan Lutra zelf. Één soort, de kustotter (Lontra felina) komt voor in zee.

## Soorten
Er worden vijf soorten in het geslacht geplaatst:
- Lontra annectens
- Lontra canadensis – Rivierotter
- Lontra felina – Kustotter
- Lontra longicaudis – Langstaartotter
- Lontra provocax – Zuidelijke rivierotter